# Fiat Panda II H2
La Fiat Panda Hydrogen est un prototype avancé d'automobile à zéro émissions polluantes, réalisé par le constructeur italien Fiat en 2005, avec la participation des Ministères italiens des Universités, de la Recherche et de l'Environnement.
Le développement avancé de ce modèle a été confié à Fiat dans le cadre du projet "Zero Regio", financé par la Commission européenne dans son programme du "VIème Plan Cadre Environnement".
L'expérimentation, confiée aux deux seuls concept cars de Fiat et DaimlerChrysler, est conduite dans les deux villes test de Francfort en Allemagne et Mantoue en Italie. À Mantoue, en plus, les tests de fonctionnement quotidiens sont effectués sur 3 autres prototypes Fiat Panda H2 mis à la disposition de l'Administration municipale.

## La voiture
La Fiat Panda Hydrogen a été construite sur la base de la Panda 4x4 de série, sans aucune évolution ni modification esthétique.
Du point de vue technique, la Panda Hydrogen est l'héritière naturelle de la Fiat Seicento Elettra H2 Fuel Cell, présentée en 2001.

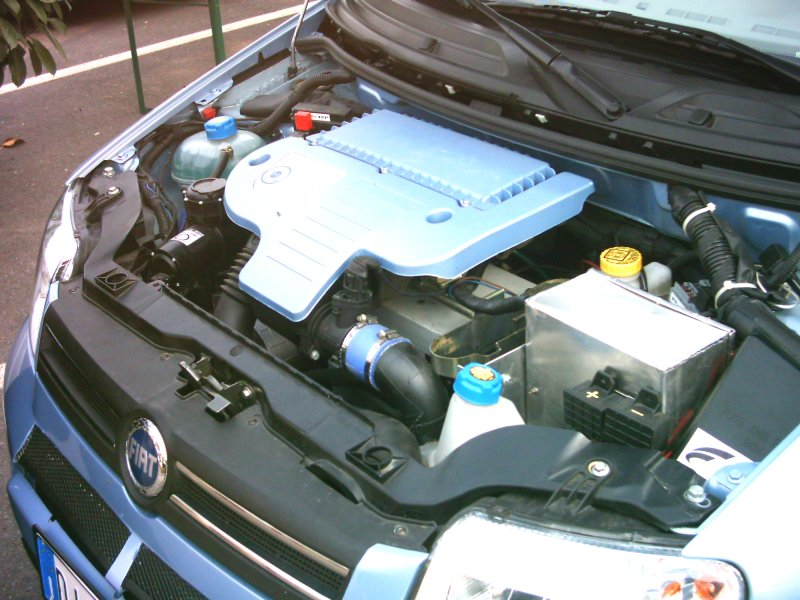
Le moteur H2

La voiture dispose d'un moteur électrique alimenté par une pile à combustible (fuel cell) de type "PEM" (poliélectrolytique à membrane) ancrée au châssis, mais sans batteries de stockage d'énergie. C'est la première voiture équipée d'un système Full-power. Toute l'énergie est produite par la pile à combustible sans aucun accumulateur.
L'hydrogène est stocké dans un réservoir placé à l'arrière du véhicule, à la place du réservoir d'essence normal, et l'hydrogène est insufflé par un compresseur placé dans le compartiment moteur à une pression de 1.5 bar. Le réservoir d'hydrogène est à une pression de 350 bar. La pile à combustible peut délivrer une puissance nominale de 60 kW, ce qui permet d'atteindre une vitesse de 130 km/h avec des accélérations de 0 à 50 km/h de moins de 5 secondes. L'autonomie du réservoir d'hydrogène est de 200 km en cycle urbain.
L'énergie électrique transite par l'alternateur, et l'eau générée par la transformation oxygène-hydrogène est expulsée via le tuyau "d'échappement".
Le coût de chacun des prototypes est d'environ 400 000 euros, dont 250 000 uniquement pour les cellules PEM.

## La conduite
Après avoir mis le contact, il faut attendre la mise en service du système et, notamment, la montée automatique en régime du compresseur d'air. Le temps maximal est inférieur à 10 secondes.
Pour démarrer, il faut tourner la manette, qui remplace le levier de vitesses, dans la position "D" drive.
Le roulement est comparable à tout véhicule électrique avec un imperceptible décalage entre la commande et la réaction à l'accélération. Le fonctionnement est fluide et silencieux.
La présence des batteries induit une réhausse du plancher d'environ 7 cm, ce qui réduit un peu l'habitabilité intérieure verticale.

## Dispositifs de sécurité

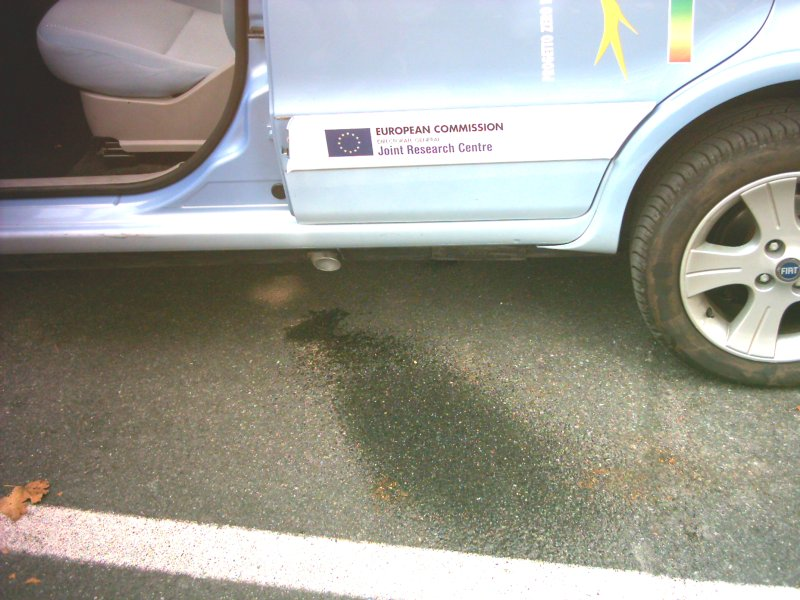
L'eau expulsée par le tuyau "d'échappement".

En plus du tableau de bord standard de la voiture de série, ce modèle est équipé d'une instrumentation complémentaire sur un écran de contrôle pour la gestion électronique de l'ensemble moteur et cellules PEM.
De plus, on trouve un capteur de concentration d'hydrogène de type "power knowz", placé à l'arrière de l'habitacle et une "boîte noire" qui enregistre toutes les données de fonctionnement. Ces données sont régulièrement téléchargées afin de permettre l'interprétation des résultats par les techniciens.
Le réservoir cylindrique est en matériau composite thermoplastique et fibres de carbone, homologué pour des pressions supérieures à 900 bar, soit trois fois la pression maximale d'utilisation prévue à 350 bar.
Le réservoir comme le circuit de distribution d'hydrogène sont équipés de tous les éléments de sécurité nécessaires.

## Prestations
La voiture peut atteindre une vitesse maximale de 150 km/h qui, sur les prototypes, est volontairement réduite à 130 km/h.
La consommation maxi d'hydrogène calculée par les ingénieurs Fiat est garantie inférieure à 10-11 g/km, et les premiers résultats sur les véhicules expérimentaux en service s'établissent à 8-9 g/km. L'autonomie prévue par le constructeur est de 200 km.

## Données techniques
| Caractéristiques techniques Fiat Panda Hydrogen - 2007 |                                                                                  |
| Moteur                                                 | électrique à courant alternatif à induction                                      |
| Puissance max                                          | 30 kW nominal (41 ch) 50 kW maxi (68 ch)                                         |
| Couple max                                             | 125 Nm - 12,74 mkg DIN                                                           |
| Boîte de vitesses                                      | Variateur                                                                        |
| Carrosserie                                            | Métallique autoporteuse                                                          |
| Suspensions avant                                      | Roues indépendantes type MacPherson avec amortisseurs hydrauliques télescopiques |
| Suspensions arrière                                    | Essieu de torsion avec amortisseurs hydrauliques télescopiques                   |
| Freinage                                               | Freins à disques à l'avant et tambours à l'arrière                               |
| Pneumatiques                                           | 185/65-14                                                                        |
| Longueur                                               | 3.570 mm                                                                         |
| Largeur                                                | 1.600 mm                                                                         |
| Hauteur                                                | 1.630 mm                                                                         |
| Empattement                                            | 2.300 mm                                                                         |
| Nb places                                              | 4                                                                                |
| Poids                                                  | 1.400 kg                                                                         |
| Réservoir                                              | 110 litres soit 2,4 kg d'hydrogène à 350 bar                                     |
| Pente max                                              | 23 %                                                                             |
| Accélération                                           | 5,0 s de 0 à 50 km/h                                                             |
| Vitesse maxi                                           | 130 km/h                                                                         |
| Consommation moyenne                                   | 10g d'hydrogène / km                                                             |